# Baudouin de Bodinat
Baudouin de Bodinat, nacido el 1 de julio de 1954 en Boulogne-Billancourt, es un filósofo y ensayista francés. 

## Actividad
Baudouin de Bodinat es principalmente conocido por ser el autor de La Vida en la Tierra: reflexiones sobre el poco porvenir de estos tiempos (en francés, La Vie sur Terre: réflexions sur le peu d'avenir que contient le temps où nous sommes), un ensayo de crítica social anti-industrial publicado inicialmente en dos tomos en 1996 y 1999 por Éditions de l'Encyclopédie des Nuisances. La revista parisina Les Inrockuptibles describió el libro como « un inventario de la barbarie de esta sociedad industrial totalitaria en la cual vivimos» mientras que para Le Nouvel Observateur, « Bodinat es un moralista de nuestro tiempo».
La Vida en la tierra presenta una visión pesimista del mundo actual, muy crítica con el progreso técnico, la ingeniería genética y la polución, considerados como los enemigos conjuntos de la inteligencia, de la cultura y de la humanidad en lo que tiene de más noble: la libertad, y de más valioso: el tiempo.
El ensayo no es político en el sentido que no propone remedios a los males de nuestra época. Bodinat considera que ya es demasiado tarde para salvar algo, que no estamos en una época que precede la catástrofe sino que ya estamos metidos de lleno en ella.
Bodinat ha participado en revistas como Conférence y Fario, dos artículos que están recogidos en la reedición en un solo volumen de La Vie sur Terre en 2008. También existe bajo su nombre un ensayo sobre la fotografía, « Le mystère de la chambre noire», publicado en Les Cahiers de l'ADRI en 1981.

## Obra

### En español
- La vida en la tierra, traducido del francés por Emilio Ayllón, Ediciones El Salmón, 2020.

### En francés
- La Vie sur Terre. Réflexions sur le peu d'avenir que contient le temps où nous sommes, 2 tomos, París, Éditions de l'Encyclopédie des Nuisances: t. 1, 1996 (96 páginas, ISBN 978-2-910386-05-4); t. 2, 1999 (124 páginas, ISBN 978-2-910386-11-5); reeditado en un volumen « seguidos de dos notas adicionales», 2008 (240 páginas, ISBN 978-2-910386-29-0).
- Eugène Atget, poète matérialiste, Éditions Fario, París, 2014
- Au fond de la couche gazeuse (2011-2015), Éditions Fario, París, 2015
- En attendant la fin du monde, Éditions Fario, París, 2018

### Artículos
- Au fond de la couche gazeuse I, revista Fario, número 10, 2011
- Au fond de la couche gazeuse II, revista Fario, número 11, 2012
- Au fond de la couche gazeuse III, revista Fario, número 12, 2013
- Au fond de la couche gazeuse IV, revista Fario, número 13, 2014
- « Le mystère de la chambre noire», publicado en Les Cahiers de l'ADRI, 1981

### Sobre Baudouin de Bodinat
- Réprouvés, bannis, infréquentables, Éditions Léo Scheer, 2018

## Enlace interno
- Éditions de l'Encyclopédie des Nuisances
- Jaime Semprún
- Michel Bounan